# Xian de Shidian
Le xian de Shidian (施甸县 ; pinyin : Shīdiàn Xiàn) est un district administratif de la province du Yunnan en Chine. Il est placé sous la juridiction de la ville-préfecture de Baoshan.

## Démographie
La population du district était de 320 963 habitants en 1999.